# Mikojan-Gurewitsch MiG-25
Die Mikojan-Gurewitsch MiG-25 (russisch Микоян-Гуревич МиГ-25, NATO-Codename: Foxbat, deutsch Fuchsfledermaus) ist ein zweistrahliger einsitziger Abfangjäger und Aufklärer, der in der Sowjetunion vom Konstruktionsbüro Mikojan-Gurewitsch entwickelt wurde. Sie stellte eine Reihe von Geschwindigkeits-, Steiggeschwindigkeits- und Höhenweltrekorden auf, die zum Teil noch heute Bestand haben.

## Entwicklung
Anfang der 1960er-Jahre wurden in der Sowjetunion auf Basis der Mikojan-Gurewitsch Je-166 erste Untersuchungen angestellt, wie einer vermuteten Bedrohung durch US-Überschallbomber wie der Convair B-58 und vor allem der Mach-3-schnellen Lockheed A-12 begegnet werden könnte. Ausgeschrieben wurde ein Mach-3-schnelles Jagdflugzeug, das ebenso schnelle Luftziele in Flughöhen bis zu 25.000 Metern abfangen können sollte. Der Hauptzweck der darauf in Entwicklung gegangenen MiG-25 sollte aber schließlich sein, das Mach-3-Aufklärungsflugzeug Lockheed A-12 abzufangen, von dessen Bau die sowjetische Militärführung 1960 erfahren hatte. Der offizielle Programmstart für Voruntersuchungen war der 10. März 1961. Die Einsatzdoktrin beruhte auf der Erkennung des Ziels durch ein leistungsfähiges Radarsystem und der Bekämpfung mit eigens hierfür entwickelten weitreichenden Luft-Luft-Raketen vom Typ Wympel R-40 (NATO-Bezeichnung AA-6 „Acrid“), wobei klassische Luftkämpfe nicht vorgesehen waren. Beim Radar handelte es sich um ein Pulsradar Smertsch-A (smertsch, russisch смерч für Windhose, Tornado; NATO-Name Foxfire) mit begrenzter Look-Down-Fähigkeit. Um eine gute Entfernungsauflösung zu erreichen, arbeitete das Radar mit einer hohen Impulsfolgefrequenz. Noch im selben Jahr fiel die Entscheidung, die Maschine im Wesentlichen als geschweißte Konstruktion herzustellen, die hauptsächlich aus kriechfestem, rostfreiem Nickelstahl bestehen sollte. Als Fügeverfahren wurde ein halbautomatischer Schweißprozess entwickelt, um Gefügeveränderungen im Material kontrollieren zu können.

### Werkstoffe
Der Hauptteil der Zelle bestand aus Stahl der Güten WNS-2, WNS-4 und WNS-5. Daneben bestand die Zelle zu 11 % aus hitzefestem Dural der Güten D19 und ATCH-1 sowie zu 8 % aus Titan und 1 % anderen Werkstoffen. Die Radarverkleidung bestand aus einem hitzefesten Kunststoff, der Temperaturen bis 300 °C widerstehen konnte.

### Entwurf

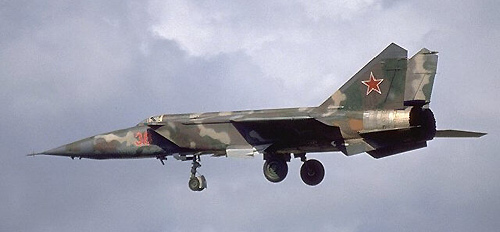
MiG-25RBF („Foxbat-D“)

Der Entwurf sah einen Schulterdecker mit einem zweiholmigen Deltaflügel von 4,4 % Dicke, 42,5° Pfeilung und ohne V-Stellung vor (die Tragflächen späterer Maschinen hatten 5° negative V-Stellung). Auf den Tragflächen war je ein einzelner Grenzschichtzaun vorgesehen. In den Tragflächen waren geschweißte Kraftstofftanks untergebracht. Die beiden Triebwerke verfügten über in ihrer Geometrie veränderliche Lufteinläufe. Das Seitenleitwerk bestand aus zwei nach außen geneigten Flächen, welche die Seitenruder trugen. Die Tragflächenspitzen konnten mit symmetrisch nach oben und nach unten zeigenden Winglets oder mit Zusatztanks von je 600 Litern bestückt werden, die nach unten gerichtete Winglets trugen. Der Rumpf wies einen ovalen Querschnitt auf und bestand aus 14 Hauptspanten; er ging mittig zwischen den Lufteinläufen in den Triebwerksbereich über. Thermisch besonders belastete Stellen wurden aus Titan gefertigt. Die Zelle wurde nahe den Triebwerken feuerfest ausgeführt und durch eine 5 µm dicke Silberschicht vor der Strahlungswärme der Triebwerke geschützt. Dabei kamen bis zu 5 kg Silber pro Flugzeug zum Einsatz. Als Isolierung dienten Glasfasermatten. Für die Triebwerksauslässe war ein Konvergent/Divergent-System vorgesehen, das von zwölf Hydraulikzylindern verstellt wurde. In der Zelle befanden sich vier Integraltanks, die zusammen mit den Tragflächentanks 17.660 Liter Kraftstoff aufnehmen konnten. Dem Ziel einer möglichst hohen Geschwindigkeit wurden die Hochauftriebshilfen geopfert, es gab keine Vorflügel und nur einfache Landeklappen. Auch wurde das Lastvielfache auf 4,5g begrenzt. Die Aerodynamik wurde vor allem für hohe Geschwindigkeiten und große Höhen ausgelegt, weniger auf Wendigkeit.
Das mit je einem einzelnen Rad der Dimension 1300 × 360 mm ausgerüstete Hauptfahrwerk wurde nach vorne zwischen Ansaugtrakt und Außenhaut eingezogen. Es verfügte über Mehrscheibenbremsen mit einem Antiblockiersystem, die durch einen Bremsschirm unterstützt wurden. Das Bugrad wurde hydraulisch gelenkt und war ebenfalls gebremst. Es wurde nach vorne in den Bug eingezogen und trug auch den Landescheinwerfer. Das Hydrauliksystem bestand aus einem Haupt- und einem Unterstützungssystem. Es verfügte über vier von den Triebwerken angetriebene Pumpen und vier druckgasbeaufschlagte Akkus. Das druckbelüftete und klimatisierte Cockpit verfügte über eine beschussfeste Frontscheibe und einen Schleudersitz vom Typ KM-1, der in der Serienfertigung gegen den KM-1M getauscht wurde.

### Ausführung
Die offizielle Freigabe für die Entwicklung einer Jagdflugzeugvariante (MiG-25P) und einer Aufklärungsflugzeugvariante (MiG-25R) wurde im Februar 1962 erteilt. Kurz darauf gab es auch die Entwicklungsfreigabe für die entsprechenden zweisitzigen Schulversionen (MiG-25PU und MiG-25RU).
Der erste Prototyp, noch mit der Entwicklungsbezeichnung MiG Je-155R-1 (ein Aufklärer) startete am 6. März 1964 zum Erstflug. Der Prototyp des Jagdflugzeuges, MiG Je-155P-1, folgte am 9. September 1964.
Der Westen nahm die MiG-25 als Gegenmaßnahme gegen das Aufklärungsflugzeug Lockheed SR-71 und den geplanten US-amerikanischen Überschallbomber North American XB-70 wahr. Wie der Begleitjäger F-108 wurde aber auch die größere XB-70 nie in Dienst gestellt. Als eine der letzten verbliebenen Bedrohungen, für welche die MiG-25 geschaffen wurde, wurde die Convair B-58 Hustler Ende der 1960er-Jahre aus dem aktiven Dienst genommen, und die Einsatzdoktrin für die Dassault Mirage IV wurde Anfang der 1970er-Jahre dahingehend geändert, dass diese im Tiefflug mit Unterschallgeschwindigkeit angreifen sollte. Einen tatsächlichen Effekt erzielte die MiG-25 insofern, dass Aufklärungsflüge mit SR-71 über der Sowjetunion vorübergehend eingestellt wurden, so lange die Leistungsfähigkeit der MiG-25 dem US-Militär unbekannt war.
Insgesamt wurden von allen Varianten der MiG-25 1190 Stück gefertigt. Letztlich kam die Maschine vor allem in der Aufklärerrolle zum Einsatz und nicht in ihrer ursprünglich geplanten Funktion als Jäger.

### Prototypen

#### Mikojan-Gurewitsch Je-155P
Von diesen Vorserienmaschinen wurden sieben Stück gefertigt. Sie besaßen zunächst Canards und symmetrische Winglets. Neben der leistungsstarken Radaranlage mit einer um +/− 60° abtastenden Antenne sollte auch ein IR-Suchsystem eingesetzt werden, das jedoch noch nicht fertig entwickelt war. Das Funksystem bestand aus Geräten für den Mittelwellen-, Kurzwellen- und Ultrakurzwellenbereich sowie für IFF/SIF/ATC. Zur Orientierung waren Radiokompass, Instrumentenlandesystem und ein Radarhöhenmesser an Bord. Zur Erkennung feindlicher Luftabwehrmaßnahmen verfügten die Maschinen über eine Radarwarnanlage. Wichtiger Bestandteil war der SAU-155P-Autopilot, der es ermöglichte, eine bodengelenkte Abfangjagd durchzuführen, ähnlich wie es auch mit der Convair F-106 möglich war. Ein Pitotrohrhalter befand sich vorn an der Radarabdeckung, ein zweiter neben dem Cockpit. Das System war so ausgelegt, dass es auch bei großen Anstell- oder Gierwinkeln fehlerfrei arbeitete. Das Bugrad wurde mit einem Kotflügel nachgerüstet. Es gab einen Dauerstrichradarbeleuchter für die als Bewaffnung vorgesehenen mach-5-schnellen Luft-Luft-Raketen mittlerer Reichweite Wympel R-40. Ein zusätzliches Paar Außenpylone wurde montiert, um die Waffenstationszahl zu erhöhen.

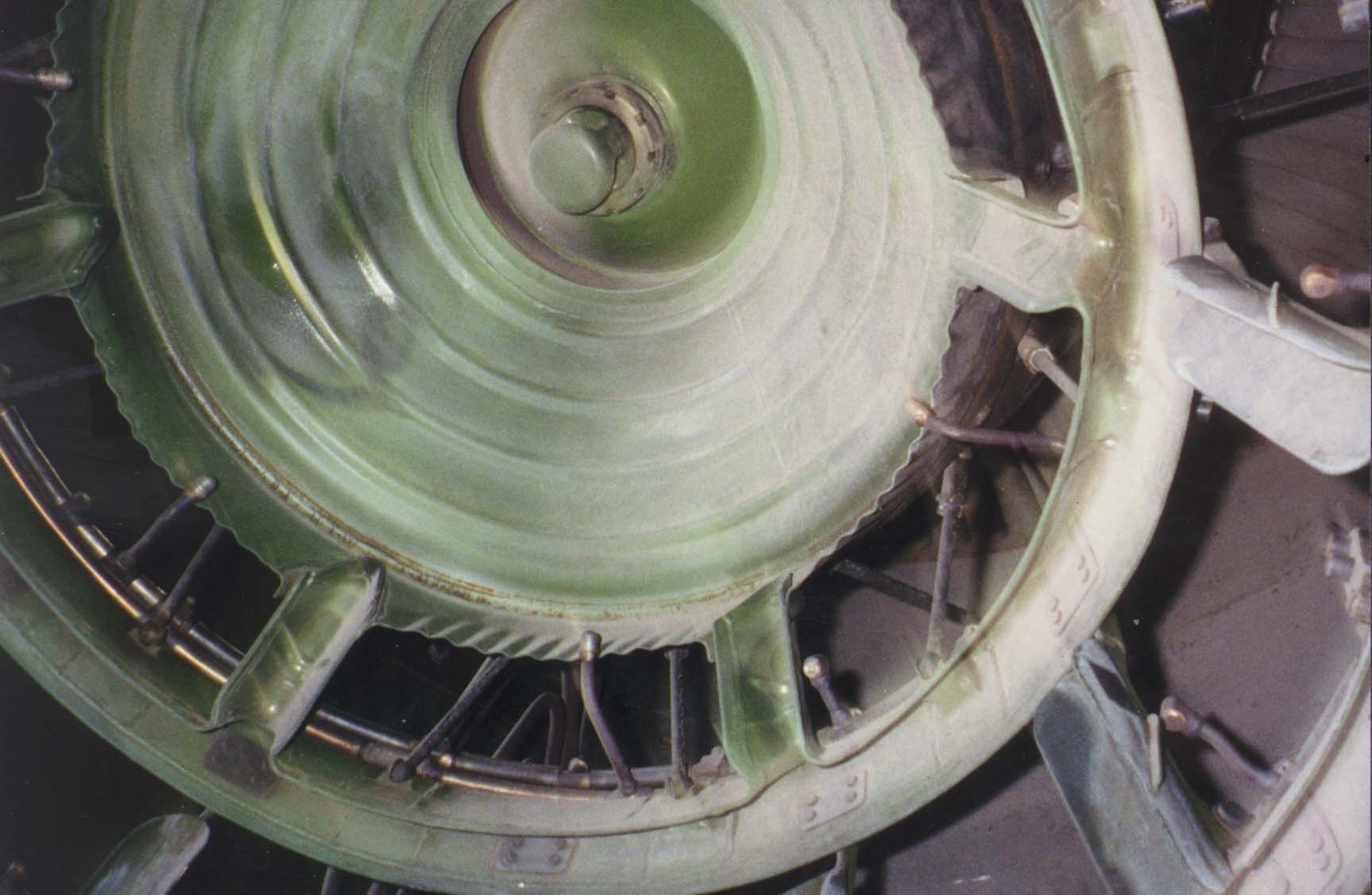
Nachbrenner der MiG-25

Während der Erprobung zeigten sich erhebliche Mängel am Flugverhalten, außerdem erwies sich das Hydrauliksystem als unterdimensioniert und die Schwerpunktlage als schlecht beherrschbar. Es kam wiederholt zu Unfällen. So bereiteten die Canards Probleme und wurden entfernt, die Lufteinläufe wurden als ausreichende Stabilisierungsflächen für den Hochgeschwindigkeitsflug erachtet. Die Winglets wurden ebenfalls entfernt und durch Anti-Flatter-Massen an den Tragflächenspitzen ersetzt. Die Tragflächen erwiesen sich zunächst als strukturell zu schwach, und es kam bei bestimmten Flugzuständen zu einer Umkehr der Querruderwirkung. Je ein weiterer kleiner Grenzschichtzaun wurde auf den Tragflächen montiert, um die Luftströmungen zwischen dem inneren und dem äußeren Querruder zu stabilisieren. Die V-Stellung der Tragflächen wurde auf − 5° geändert. Das Flugsteuersystem wurde so geändert, dass bei über 800 km/h die Höhenruder zusammen mit den Querrudern ausschlugen. Trotzdem brach am 30. Oktober 1967 eine MiG-25 während eines Weltrekordversuches in der Luft auseinander; der Testpilot Igor Lesnikow kam ums Leben.

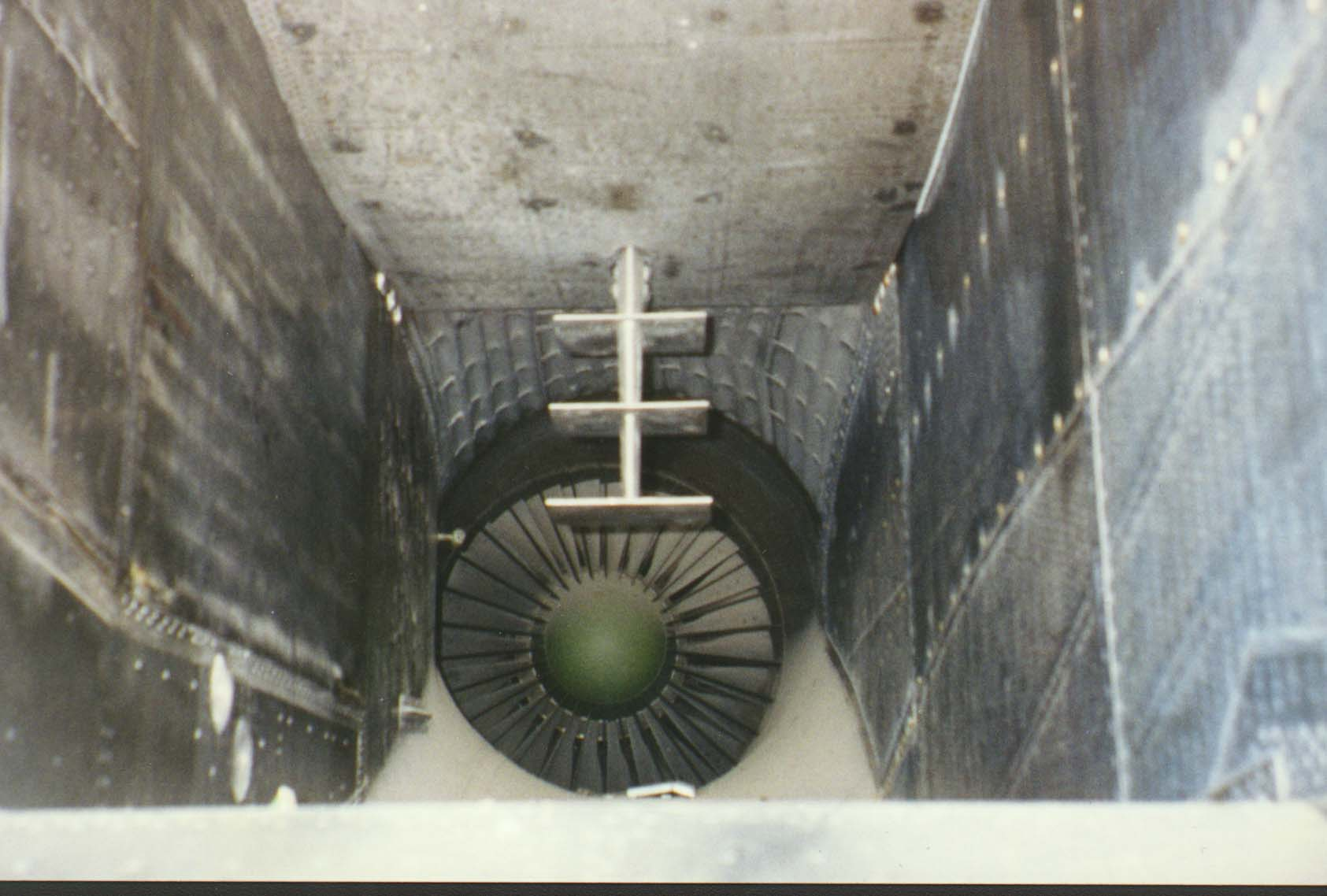
Lufteinlauf der MiG-25. Gut zu sehen der Düsenhalter für die Wasser-Methanol-Einspritzung

Über Mach 1,5 wurde durch ein Einspritzsystem ein Wasser-Methanol-Gemisch in die Ansaugluft gespritzt, um durch Abkühlung der Ansaugluft eine Erhöhung der Dichte zu erreichen, was die Verbrennung von mehr Kerosin und damit einen höheren Schub ermöglicht. Dabei erhöht der Wasseranteil die Dichte, das Methanol wird mitverbrannt und erhält die Verbrennungstemperatur in der Brennkammer. Eine erste öffentliche Vorführung von vier Prototypen fand am 9. Juli 1967 während der Luftwaffenschau in Domodedowo statt.
Nach dem Ende der Tests wurden 1969 die ersten Serienzellen gefertigt. Die unbeschränkte Einsatzfreigabe erfolgte erst am 13. April 1972.

#### Mikojan-Gurewitsch Je-155R
Von diesen Vorserienmaschinen wurden drei Stück gefertigt. Die Avionik-Ausrüstung entsprach bis auf das Radar, das wesentlich leistungsschwächer war und nur zur Navigation und zur Wetterbeobachtung benutzt wurde sowie eine verbesserte Trägheitsnavigationsplattform der Ausrüstung der Je-155P. Im Bug wurden die verschiedenen Sensoren für die optische und elektronische Aufklärung untergebracht. Die Prototypen besaßen fest an den Tragflächenspitzen angebrachte 1200-Liter-Zusatztanks mit nach unten zeigenden Winglets und zunächst ebenfalls Canards. Die Seitenleitwerke besaßen je einen integrierten Tank von 350 Litern. Die Seitenleitwerke wiesen eine gerade Oberkante auf. Die Tragflächen des dritten Prototyps erhielten ebenfalls eine negative 5°-V-Stellung und, unter Wegfall der Tanks an den Tragflächenspitzen, die Anti-Flatter-Massen des Jagdflugzeuges. Die Maschine konnte mit einem nicht abwerfbaren 5300-Liter-Zusatztank ausgerüstet werden und verfügte von Anfang an über die leistungsstärkeren Tumanski-R-15BD-300-Triebwerke. Eine Bewaffnung war zunächst nicht vorgesehen. Die Produktions- und Einsatzfreigabe erfolgte im Februar 1969.

## Einsatzversionen

### Abfangjäger

#### Mikojan-Gurewitsch MiG-25P
Die MiG-25P war der erste Serientyp der MiG-25. Zur Reichweitenerhöhung war ein nicht abwerfbarer Außentank mit 5300 Litern Fassungsvermögen vorgesehen, der aber nicht oft verwendet wurde. Die sowjetischen Verbände waren ab 1973 einsatzbereit. Die Maschine wurde in Großserie gefertigt und später auch an Algerien, Libyen, Irak und Syrien geliefert. Etwa 600 Maschinen dieses Typs wurden gefertigt. Die MTBO des Triebwerks lag zunächst bei nur 150 Stunden. Damit das Triebwerk diese Haltbarkeit erreichte, waren umfangreiche konstruktive Änderungen nötig, da es ursprünglich als Verlusttriebwerk für die Tupolew Tu-123-Aufklärungsdrohne konstruiert war. Die NATO-Bezeichnung lautete Foxbat-A.

#### Mikojan-Gurewitsch MiG-25PD/PDS
1978 wurde die MiG-25P in der Produktion durch die MiG-25PD mit verbesserten Triebwerken und verbesserter Avionik sowie Bewaffnung abgelöst. Die Bugsektion wurde um 250 mm verlängert, um einen Luftbetankungsstutzen und das wesentlich leistungsfähigere Puls-Doppler-Radar Saphir-25 mit einer Pulsleistung von 50 MW aufnehmen zu können. Dazu kam ein Infrarotsichtgerät. Zur Versorgung der neuen Verbraucher wurde die elektrische Ausrüstung verstärkt. Es war nun auch möglich, die Luft-Luft-Raketen vom Typ R-60 abzufeuern. In den 1980er-Jahren kam auch die Möglichkeit der Verwendung von R-73 hinzu.
Die etwa 370 im Jahr 1978 vorhandenen sowjetischen MiG-25P-Jäger wurden auf den Ausrüstungsstand der MiG-25PD gebracht und erhielten die Bezeichnung MiG-25PDS.
Die MTBO des Triebwerks betrug nun 1000 Stunden. Die Produktion lief bis 1982. Die NATO-Bezeichnung lautete Foxbat-E.
Von diesen Typen befand sich 2001 keine Maschine mehr im aktiven Truppendienst der russischen Luftstreitkräfte, 131 waren eingelagert.

### Aufklärungsflugzeuge und Bomber

#### Mikojan-Gurewitsch MiG-25R
Die MiG-25R war die erste einsatzbereite Aufklärervariante. Gegenüber der Jagdflugzeugvariante wurden die Auslassrohre der Triebwerke verlängert und leichtere Anti-Flatter-Massen an den Tragflächenenden verwendet. Der Bug wurde spitzer ausgeführt und bot klimatisiert und druckbelüftet Platz für die Aufklärungsavionik. Zuerst kamen standardmäßig bewegliche Kameras mit Brennweiten von 650 mm und 1300 mm zum Einsatz, die je nach Einsatzzweck durch verschiedene andere ergänzt werden konnten. Die normalen Kameras nahmen dabei einen Streifen von etwa 100 Kilometern (mit 650 mm Brennweite) respektive 50 Kilometern (1300 mm Brennweite) Breite auf. Alle Kameras fotografierten durch eine gegen Beschlagen und Vereisen geschützte flache Glasscheibe. Auf der linken Seite war eine Kunststofffläche für die ELINT-Sensoren angebracht. Für den Einsatz sollte das Modell in 20 Kilometern Flughöhe mit der maximal möglichen Geschwindigkeit von Mach 2,83 das Aufklärungsgebiet überfliegen, um dann wieder zu landen. 1969 wurden bereits die ersten Serienmaschinen (etwa zehn) gefertigt, dann wurde jedoch der MiG-25RB der Vorzug gegeben. Die bereits produzierten B-Muster wurden entsprechend geändert. Die NATO-Bezeichnung dieser Variante ist Foxbat-B. Eine Luftbetankung war nicht vorgesehen.

#### Mikojan-Gurewitsch MiG-25RB

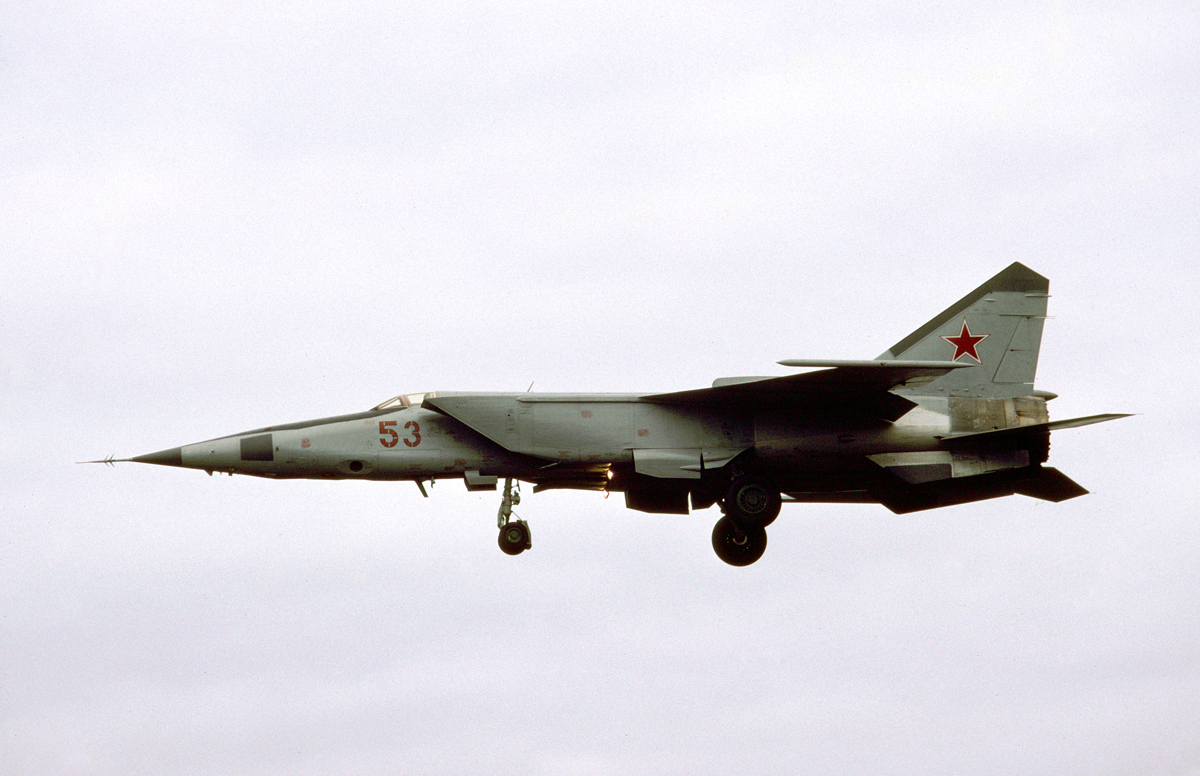
MiG-25RB bei der Landung in Neu-Welzow (1991)

1970 ging die wichtigste Variante, das RB-Modell in Produktion. Sie entsprach bis auf eine geänderte ELINT-Elektronik in der Aufklärungsfähigkeit der MiG-25R. Neben der Aufklärungsrolle konnte die Maschine jedoch auch als Bomber verwendet werden. Es konnten dabei bis zu sechs Bomben zu 500 kg des speziell hitzefest ausgelegten Typs FAB-500M-62T an Unterflügel- und Rumpfstationen getragen werden. Dazu waren einige strukturelle Verstärkungen nötig. Versuche, die Bombenlast weiter zu erhöhen, waren nicht erfolgreich, da es zu nicht beherrschbaren strukturellen Problemen kam. Die Navigationsgenauigkeit wurde durch den Einsatz eines digitalen Orbita-155-Computers und der Dopplerkorrektur DISS-7 so verbessert, dass mit dem Bombenzielgerät Pelleng ein vollautomatischer Angriff ohne Erdsicht aus 20 Kilometern Höhe mit Mach 2,35 möglich war, wenn die Position des Zieles hinreichend genau bekannt war. Die Produktion der MiG-25RB begann 1970 und dauerte, mit Modifikationen, bis 1982 an. Die ersten sowjetischen Einheiten wurde Anfang 1972 mit dem Typ ausgerüstet. Maschinen dieses Typs wurden nach Algerien, Bulgarien, Indien, Irak, Libyen und Syrien exportiert. MiG-25RB der sowjetischen Streitkräfte waren von 1973 bis 1974 in Ägypten stationiert. Sie hatten ägyptische Kennzeichen und ägyptischen Tarnanstrich, wurden aber von sowjetischen Piloten geflogen. NATO-Bezeichnung Foxbat-B.

#### Weitere Aufklärungs-Varianten
Weitere Untervarianten der MiG-25RB mit abweichenden Eloka- und Avionik-Ausrüstung wurden zum Teil parallel zueinander gefertigt.

##### Mikojan-Gurewitsch MiG-25RR
Acht MiG-25R wurden zur Beobachtung der chinesischen Atomwaffentests umgerüstet. Sie erhielten ein Radioaktivitätsauswertesystem und flogen in den 1970er-Jahren verschiedene Missionen. Die hohe Geschwindigkeit hielt die Strahlendosis für die Piloten niedrig, doch wurden die Maschinen zum Teil durch Fall-Out kontaminiert und mussten nach den Einsätzen entsorgt werden.

##### Mikojan-Gurewitsch MiG-25RBK
Die Mikojan-Gurewitsch MiG-25RBK war eine Variante der Aufklärungs-Bomberversion ohne Kameras mit verstärktem Augenmerk auf ELINT. Besonders auffällig war das SLAR-Gerät Kub, dessen Antenne vor dem Cockpit eine Fläche von 1600 × 930 mm belegte. Das System war in der Lage, in Echtzeit Aufklärungsdaten an eine Bodenstation zu übermitteln. Einige Maschinen erhielten eine einzelne Kamera, um die ELINT-Daten mit vorhandenen Luftbildaufnahmen in Deckung zu bringen. Die Variante wurde zwischen 1971 und 1980 gefertigt. NATO-Bezeichnung Foxbat-D.

##### Mikojan-Gurewitsch MiG-25RBS

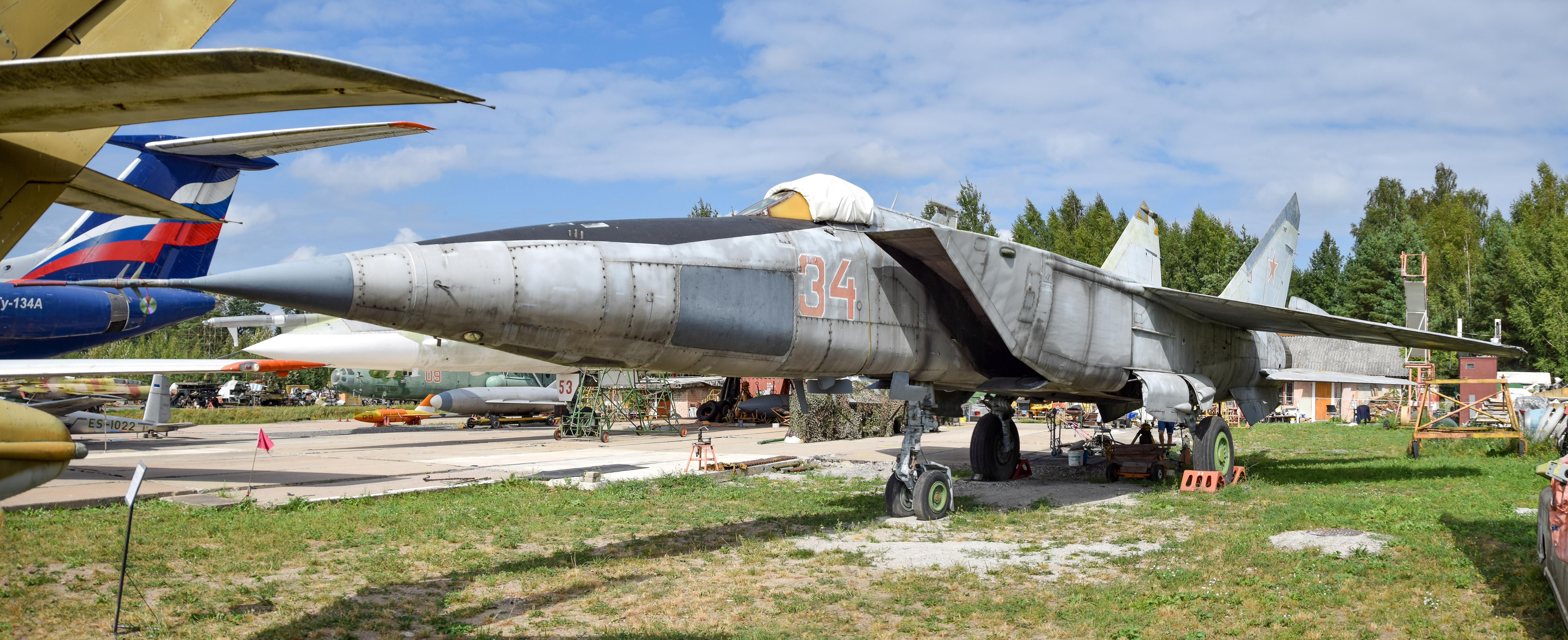
MiG-25RBS in einem Flugzeugmuseum in Riga

Die MiG-25RBS (NATO-Kennung Foxbat-D) war eine Parallelentwicklung zur Variante RBK mit dem wesentlich verbesserten allwetterfähigem Sabla-E-SLAR, das zu beiden Seiten des Bugs große Antennenflächen belegte. Auch diese Variante hatte keine Kameras.

##### Mikojan-Gurewitsch MiG-25RBF

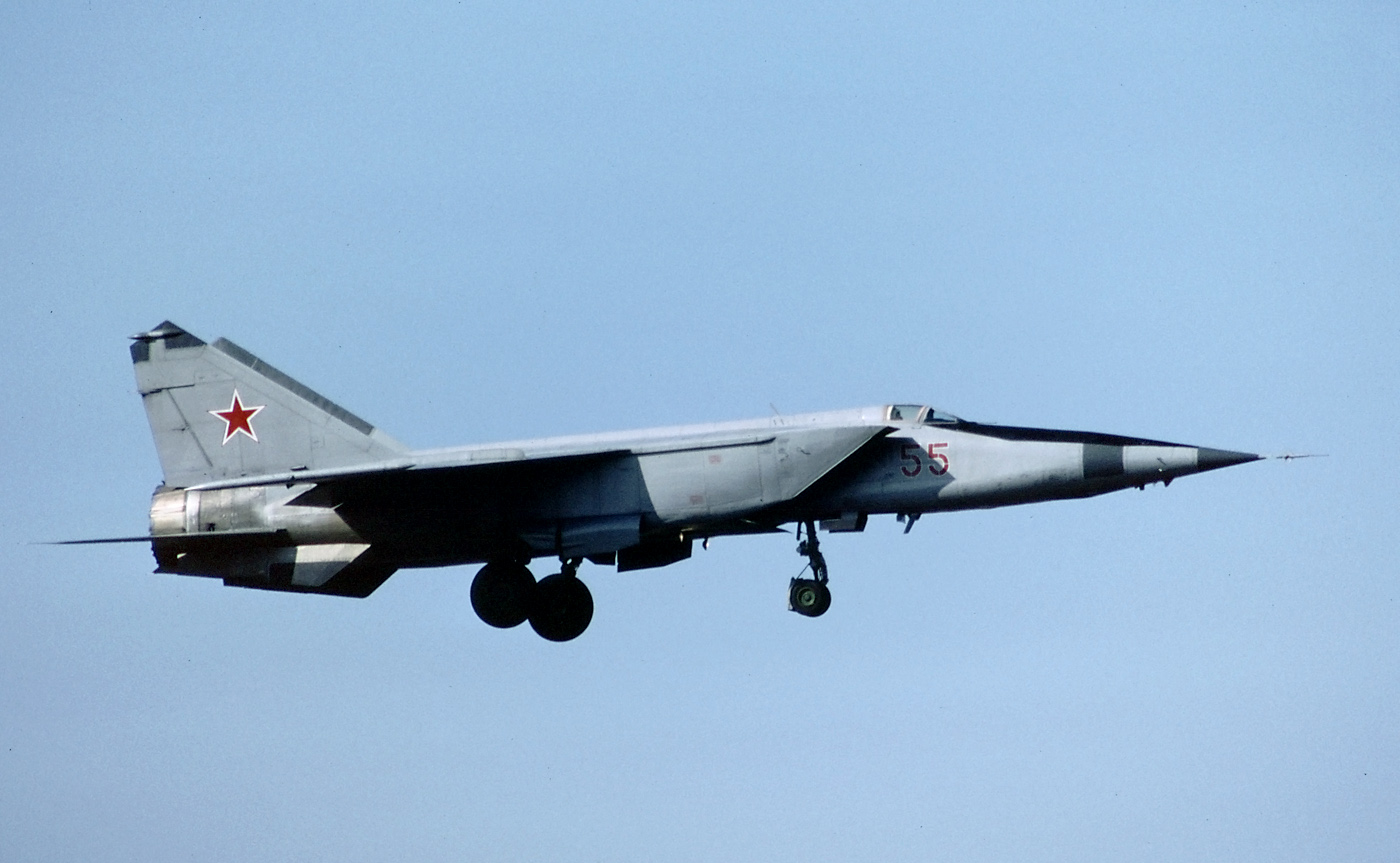
MiG-25RBW in Werneuchen, 1991

Die MiG-25RBF war eine weiter verbesserte RBK-Variante mit einem Schar-25-ELINT-System und einer geänderten ECM-Ausrüstung. Auch dieses, im Frequenzbereich von 0,2 bis 10,7 GHz arbeitende Funktechnische Aufklärungssystem war in der Lage, in Echtzeit entsprechende Aufklärungsdaten an eine Bodenstation zu übermitteln. Mindestens eine der in der ursprünglichen Ausführung MiG-25RB verwendeten Luftbildkameras blieb bei der MiG-25RBF erhalten. Äußerlich war dieser Typ an vier zusätzlichen Antennenflächen unterhalb des Bugs zu erkennen. Ab 1981 wurden einige MiG-25RBK auf diesen Stand modernisiert, möglicherweise im Rahmen planmäßiger industrieller Generalüberholungen in der Sowjetunion. NATO-Bezeichnung Foxbat-D

##### Mikojan-Gurewitsch MiG-25RBSch
Die MiG-25RBSch war mit dem wesentlich feiner auflösenden Schompol-SLAR ausgerüstet, das auch in der Lage war, bewegliche Ziele von feststehenden zu unterscheiden. Eine Maschine erhielt testweise eine Luftbetankungsanlage. NATO-Bezeichnung Foxbat-D.

##### Mikojan-Gurewitsch MiG-25RBW
Diese Variante war mit einem verbesserten ELINT-System Wirasch-SRS-9 ausgestattet und verfügte über eine verbesserte ECM-Ausrüstung. Die Kameraausrüstung blieb erhalten. Eine Unterscheidung zur RB-Variante war äußerlich nicht möglich. Zeitweilig wurden alle MiG-25RB als RBW bezeichnet. NATO-Bezeichnung Foxbat-B.

##### Mikojan-Gurewitsch MiG-25RBT

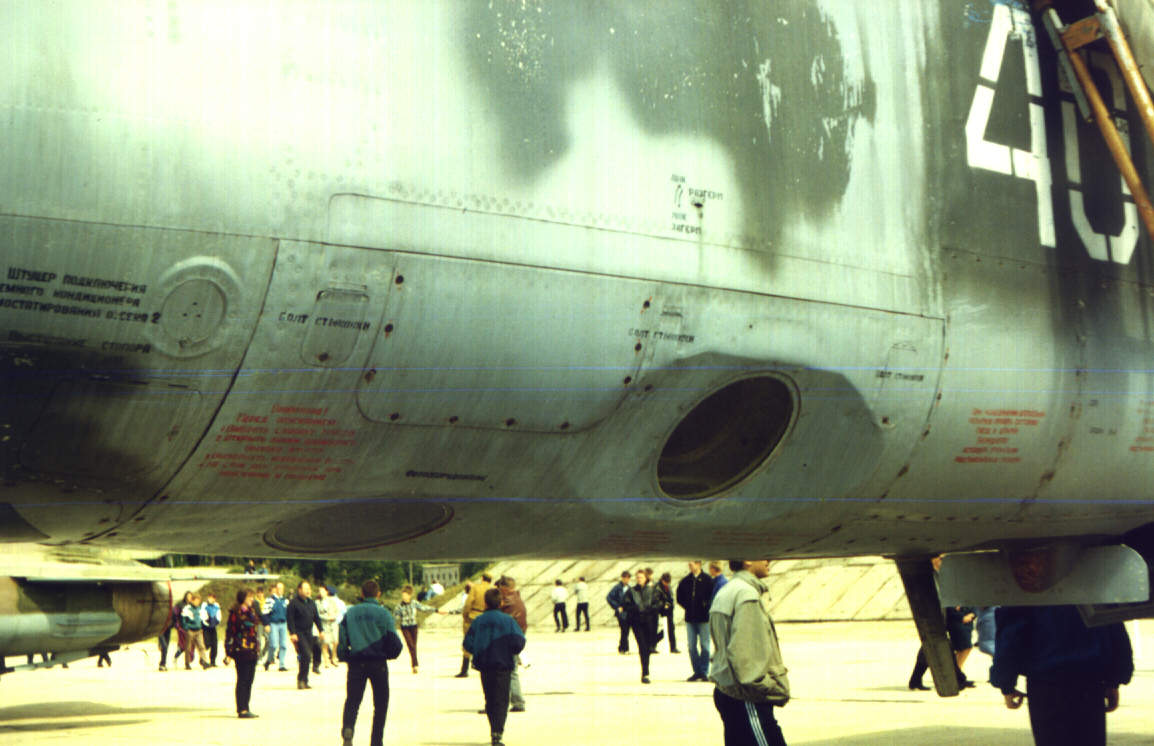
Sensorbucht einer MiG-25RBT „Foxbat-B“

Die MiG-25RBT verfügte über ein verbessertes ELINT-System vom Typ Tangasch, das über eine vergrößerte Bandbreite verfügte und in der Lage war, am Boden die gesammelten Daten auszuwerten. Zusätzlich war ein verbessertes IFF vom Typ Beriosa an Bord. Die so ausgerüsteten Maschinen wurden ab 1978 produziert. Einige bereits gelieferte RB wurden mit den neuen Geräten nachträglich ausgerüstet, ohne dass sich an ihrer Bezeichnung etwas änderte. NATO-Bezeichnung Foxbat-B
Ab 1990 wurden einige Maschinen mit einem neuen grau/grünen Tarnanstrich versehen. Von diesen Maschinen befanden sich 2001 noch 15 Maschinen im Einsatz bei der russischen Luftwaffe.

### Schulvarianten

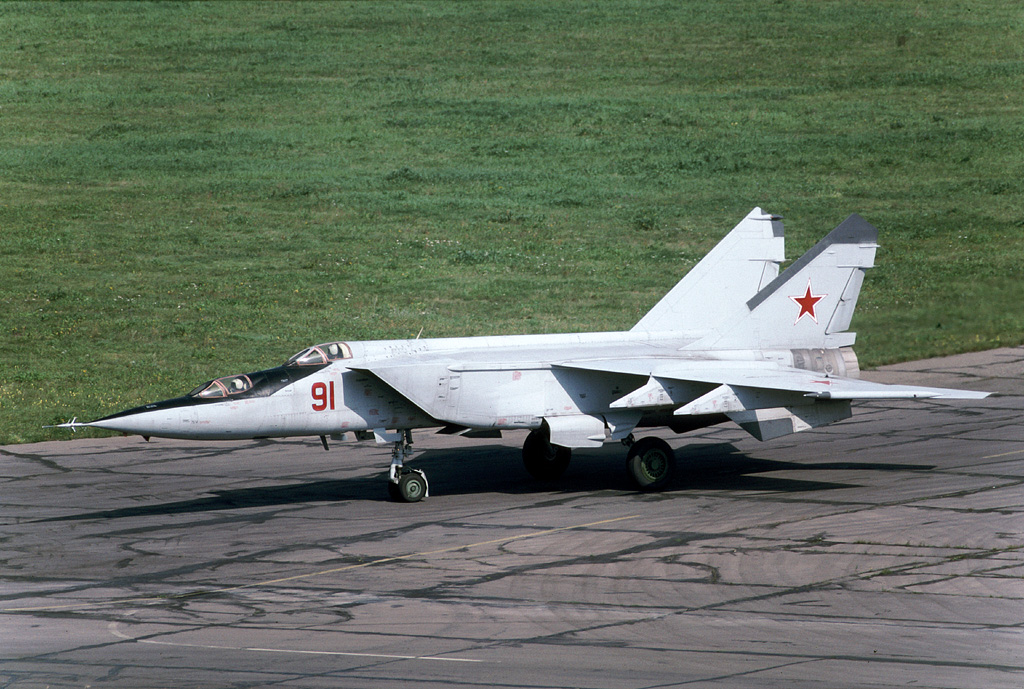
Doppelsitzige Schulausführung

Zur Besatzungsausbildung gab es für die beiden Einsatzzwecke jeweils eine spezialisierte Ausbildungsvariante mit Tandemcockpits.

#### Mikojan-Gurewitsch MiG-25PU
Die Variante PU diente der Ausbildung der Jagdpiloten. Bei diesen Maschinen wurde im Rumpfbug ein weiteres Cockpit für den Ausbilder eingebaut. Das Radar entfiel. Durch das vordere Cockpit verschlechterte sich die Aerodynamik und es konnte nur noch Mach 2,65 erreicht werden. Es wurde eine Doppelsteuerung eingebaut. Die Maschine war mit einem System ausgerüstet, das es ermöglichte, typische Kampfsituationen nachzubilden und eine entsprechende Radardarstellung zu simulieren. An den Außenstationen konnten Luft-Luft-Raketen-Attrappen mitgeführt werden. Darüber hinaus bestand bei 14 Systemen die Möglichkeit, einen Systemausfall zu simulieren. Der Ausbilder hatte die Möglichkeit, den Schleudersitz des Schülers zu betätigen. Eine Maschine wurde für Swetlana Sawizkaja als Je-133 für Weltrekordversuche der Frauen ausgerüstet, die zwischen 1975 und 1977 durchgeführt wurden. Sie erreichte am 22. Juni 1975 2683 km/h als Weltrekord für Frauen. Insgesamt wurden vier Rekorde durch die FAI anerkannt. Die MiG-25PU flog erstmals 1968 und wurde bis 1980 produziert. NATO-Bezeichnung Foxbat-C.

#### Mikojan-Gurewitsch MiG-25RU
Die Variante RU diente der Ausbildung der Aufklärungspiloten. Das Cockpit war im Bereich der Aufklärungssensoren eingebaut, sodass diese entfielen. Die Schulmöglichkeiten entsprachen der MiG-25PU, waren jedoch statt auf Abfangjagd auf die Bedienung der Aufklärungssensorik ausgerichtet. Gegenüber der MiG-25PU waren die Düsen der Triebwerke länger und die Verkleidung der Bremsschirme geändert. Eine Maschine wurde als fliegender Teststand für Schleudersitze ausgerüstet, interner Name Kreslo. Mit dieser Maschine wurde der auch von der NATO und der USAF untersuchte Schleudersitz K-36D bei Geschwindigkeiten bis Mach 2,5 und Höhen bis 17.000 Metern getestet. Der Erstflug erfolgte 1972, die Produktion lief bis 1980. NATO-Bezeichnung Foxbat-C.

### Mikojan-Gurewitsch MiG-25BM
Die Variante BM diente der Unterdrückung feindlicher Luftabwehrstellungen und wurde ab 1972 auf Basis der bewaffneten Aufklärervariante MiG-25RB entwickelt. Der Bug wurde um 720 mm verlängert und das ELINT-System speziell auf die Erkennung der Abstrahlungen von Boden-Luft-Stellungen eingerichtet. Auch die ECM-Maßnahmen wurden für diesen Einsatz geändert. Die neue Avionik erforderte auch Änderungen im Cockpit. Die Reichweite wurde durch einen 5800-Liter-Tank unter dem Rumpf und die Möglichkeit zur Luftbetankung vergrößert. Dazu wurden auch zusätzliche Antennen am Bug und an den äußeren Außenlaststationen angebracht. Als Abstandsbewaffnung konnten vier Ch-58 (NATO-Bezeichnung: AS-11 Kilter) mitgeführt werden. Sie ermöglichten eine Bekämpfung von Boden-Luft-Abwehrstellungen aus einer Entfernung von bis zu 120 Kilometern. Die MiG-25BM wurde von 1982 bis 1985 gebaut. NATO-Bezeichnung Foxbat-F.

### Einzelne Maschinen mit einer besonderen Ausrüstung
Aufgrund der herausragenden Flugleistungen wurden einzelne MiG-25 zur Erfüllung besonderer Aufgaben ausgerüstet.
- 1982 wurde eine MiG-25PDS (Registrierung 7011) mit einer neuen ECM-Ausrüstung versehen, um die Maschinen überlebensfähiger gegen Luftabwehrraketen zu machen. Dazu gehörten ein neuer Radar-Warner, ein neues ECM-System und ein verbesserter Flare-Werfer. Die Maschine erhielt die Typenbezeichnung MiG-25PDSL. Die Flugversuche dauerten bis 1983 an. Später wurde eine andere Maschine, Registrierung 91, ähnlich ausgerüstet, erhielt jedoch ein aktives ECM. Die Versuche wurden 1985 eingestellt.
- Im Rahmen des Buran-Raumfähren-Programms wurde eine MiG-25PU so umgerüstet, dass sie mit Fernsehkameras die Flüge der Buran-Fähre aufzeichnen und verschiedene Flugprofile der Fähre nachfliegen konnte. Diese Maschine erhielt die Bezeichnung MiG-25PU-SOTN, Kennzeichen 22. Sie diente auch zur Ausbildung und zum Training der Buran-Piloten. Zwei weitere Maschinen (Kennzeichen 01 und 02) wurden für das Buran-Programm umgebaut und unter anderem für die Erprobung des Schleudersitzes K-36RB verwendet, der in der Buran-Fähre Verwendung fand.
- Eine MiG-25PD wurde als Erprobungsträger des Triebwerks Ljulka AL-41F modifiziert und erhielt die Baubezeichnung LL 20-84

### Weitere Entwicklungen
Die verschiedenen Varianten der MiG-25 zeigten, dass in der grundlegenden Konstruktion noch Potential ungenutzt blieb. Daraufhin wurden weitere Untersuchungen und der Bau leistungsstärkerer Prototypen veranlasst. Letztlich führten diese Entwicklungen zur stark verbesserten Mikojan-Gurewitsch MiG-31.

#### Mikojan-Gurewitsch Je-155M
1972 begannen Untersuchungen, um die allgemeinen Leistungsparameter wie Geschwindigkeit, Flughöhe, Steigleistung und Reichweite zu verbessern. Mit leistungsstärkeren Varianten der Triebwerke und unter Verzicht auf Aluminium in der Struktur sollte die Mach-3-Schwelle überwunden werden. Diese Variante wurde in den 1970er-Jahren der FAI als Je-266 gemeldet und errang zahlreiche Rekorde, die zum Teil heute noch Bestand haben. Als Triebwerk kam der Typ R-15BF2-300 zum Einsatz. Neben dem Rekordflugzeug wurden zwei weitere Maschinen gebaut, die mit dem Turbofan-Triebwerk Solowjow D-30F und 19.700 Liter internen Treibstoff ausgerüstet wurden und so eine Reichweite von 3310 Kilometern erreichte. Umfangreiche Untersuchungen ergaben, dass es entgegen der bisherigen Annahme sehr wohl möglich ist, auch für derartige Fluggeschwindigkeiten bei vielen Zellenteilen Duraluminium zu verwenden. Die Erkenntnisse wurden in die MiG-31 eingebracht.

#### Mikojan-Gurewitsch Je-155MP
Bereits 1971 wurden die Ziele für ein modernes Jagdflugzeug neu definiert. Dabei zeigte sich, dass es unerlässlich war, niedrig fliegende Ziele sicher zu erkennen und damit die Leistungsfähigkeit der Luftraumverteidigung zu verbessern. Dazu mussten jedoch digitale Rechner verwendet werden, da die Analogtechnik hier an ihre Grenzen stieß. Durch die neue digitale Avionik wurde auch das Situationsbewusstsein der Besatzung verbessert. Die Bewaffnung musste mit diesen Zielen Schritt halten, was zur Entwicklung wirksamerer Luft-Luft-Raketen führte. Eine durch Luftbetankung vorgesehene Flugdauer von sechs Stunden erforderte zwingend ein zweites Besatzungsmitglied. Die Summe dieser Forderungen führte schließlich dazu, Zelle, Tragwerk und Avionik komplett neu zu entwickeln, wenn auch auf der aerodynamischen Basis der MiG-25. Die MiG Je-155MP kann daher als Prototyp und Entwicklungsträger für die MiG-31 angesehen werden.

## Nutzer
- Algerien: 48 MiG-25PD, RBW, PU und RU[4]
- Armenien: eine MiG-25PD[5]
- Aserbaidschan: acht MiG-25PD, 14 MiG-25RB und sechs MiG-25-Trainer[5]
- Bulgarien: drei MiG-25RBT, eine MiG-25RU
- Indien: sechs MiG-25RBK, zwei MiG-25RU[6]
- Irak: sieben MiG-25PU, neun MiG-25R und 19 MiG-25PD/PDS[7][8]
- Kasachstan: 16[5]
- Libyen
- Sowjetunion, später  Russland: 42 MiG-25RB waren im Januar 2010 noch aktiv[4]
- Syrien: 16 MiG-25PD, acht MiG-25RB und zwei MiG-25-Trainer[5]
- Turkmenistan: 24 (MiG-25PD/MiG-25PU)[5]
- Ukraine: 79+
- Belarus: etwa 50 MiG-25

## Gruppe der Sowjetischen Streitkräfte in Deutschland
Bis zum Abzug der Gruppe der Sowjetischen Streitkräfte in Deutschland (GSSD) war die MiG-25 auch in der DDR an den Flugplätzen Eberswalde-Finow und Werneuchen stationiert, wo es im Flieger-Slang der NVA-Luftstreitkräfte „Sarai“ (ru. сарай, Scheune) genannt wurde.

## Technische Daten

Dreiseitenriss

| Kenngröße                          | Je-155P                | MiG-25P                | MiG-25PD/PDS            | MiG-25RB                |
| ---------------------------------- | ---------------------- | ---------------------- | ----------------------- | ----------------------- |
| Baujahre                           | 1964                   | 1964–1978              | 1978–1982               | 1970–1982               |
| Besatzung                          | 1                      | 1                      | 1                       | 1                       |
| Spannweite                         | 14,10 m                | 14,02 m                | 14,02 m                 | 13,41 m                 |
| Länge (ohne Pitotrohr)             | 23,30 m                | 19,72 m                | 19,75 m                 | 21,55 m                 |
| Höhe                               |                        | 6,10 m                 | 6,10 m                  | 6,10 m                  |
| Flügelfläche                       | 61,9 m²                | 61,4 m²                | 61,4 m²                 | 61,4 m²                 |
| Leermasse                          | 20.000 kg              | 20.020 kg              | 20.020 kg               | 20.755 kg               |
| max. Startmasse                    | 41.000 kg              | 36.720 kg              | 36.720 kg               | 41.200 kg               |
| Höchstgeschwindigkeit in Bodennähe | 1200 km/h              | 1200 km/h              | 1200 km/h               | 1200 km/h               |
| Höchstgeschwindigkeit in 13.000 m  | 3000 km/h (Mach 2,82)  | 3000 km/h (Mach 2,82)  | 3000 km/h (Mach 2,82)   | 3000 km/h (Mach 2,82)   |
| Steigzeit auf 20.000 m             | 3,5 min                |                        |                         |                         |
| Dienstgipfelhöhe                   | 22.000 m               |                        | 20.500 m                | 21.000 m                |
| Reichweite                         | 1285 km                | 1730 km                | 1730 km                 | 2130 km                 |
| Startrollstrecke                   | 1250 m                 | 1250 m                 | 1250 m                  | 1250 m                  |
| Startrollgeschwindigkeit           |                        | 360 km/h               | 360 km/h                | 360 km/h                |
| Landerollstrecke                   | 800 m                  | 800 m                  | 800 m                   | 800 m                   |
| Landegeschwindigkeit               |                        | 290 km/h               | 290 km/h                | 280 km/h                |
| Triebwerke                         | 2 × Tumanski R-15B-300 | 2 × Tumanski R-15B-300 | 2 × Tumanski R-15BD-300 | 2 × Tumanski R-15BD-300 |
| Schub                              | je 100,1 kN            | je 100,1 kN            | je 112,0 kN             | je 109,8 kN             |

## Bewaffnung
Als Abfangjäger der 1960er-Jahre verfügt die MiG-25 nicht über Maschinenkanonenbewaffnung, sondern nur über Lenkflugkörper.
Waffenzuladung von 3500 kg an fünf Außenlaststationen
Luft-Luft-Lenkflugkörper
- 4 × AKU/APU-84-46-Aufhängepunkte für je 1 × Wympel R-40R/RD (K-40 bzw. AA-6 „Acrid“) – halbaktiv radargelenkt für Mittelstrecken[10]
- 4 × AKU/APU-84-46-Aufhängepunkte für je 1 × Wympel R-40T/TD (K-40 bzw. AA-6 „Acrid“) – infrarotgelenkt für Mittelstrecken
- 2 × APU-60-1-Startschienen für je 2 × Wympel R-60MK (K-60 bzw. AA-8 „Aphid“) – infrarotgesteuert, selbstzielsuchend für Kurzstrecken
- 2 × P-12-1-D-Startschienen für je 1 × GosMKB Wympel R-73E (AA-11 „Archer“) – infrarotgesteuert für Kurzstrecken

### Freifallende Bomben (nur MiG-25RB)
- 6 × Basalt FAB-500M-62 (500-kg-Freifallbombe)
- 4–8 × Basalt FAB-500T (500-kg-Freifallbombe)[11]
- 8 × Basalt FOTAB-100-140 (100-kg-Freifallbombe)
- 1–3 × RN-40 (taktische 30-kt-Freifall-Nuklearbombe)[12]

### Außenlasten nur MiG-25BM
Luft-Boden-Lenkflugkörper
- 4 × AKU-58-Startschiene mit je 1 × Raduga Ch-58 (AS-11 „Kilter“) – Radarbekämpfungslenkflugkörper

Externe Behälter
- 1 × fest montierter Zusatztank für 5800 Liter Kerosin

## Rekorde
Siehe Hauptartikel: Liste der Rekorde der MiG-25 und Mikojan-Gurewitsch Je-266.
In den 1960er- und 1970er-Jahren stellte die als Mikojan-Gurewitsch Je-266 gemeldete Rekordversion der MiG-25 eine Reihe von Geschwindigkeits-, Steiggeschwindigkeits- und Höhenweltrekorden auf, die zum Teil bis zum heutigen Tage Bestand haben. Dabei wurden zwei Rekorde des US-amerikanischen Astronauten John Young von 1962 gebrochen. Bei der in den 1960er-Jahren gemeldeten Je-266 handelte es sich in Wirklichkeit um die drei Prototypen Je-155R-1, Je-155R-3 und Je-155P-1. Die in den 1970er-Jahren als Je-266M gemeldete Maschine war der Erprobungsträger Je-155M mit stärkeren Triebwerken vom Typ R-15BF2-300.
Die folgenden FAI-Weltrekorde werden von der MiG-25 (Je-266 und Je-266M) in der Klasse Landgestützte Flugzeuge mit Turbojet-Antrieb ohne Gewichtseinschränkung noch gehalten (Stand 6. September 2006):
- Gipfelhöhe (absolut): 37.650 m (31. August 1977) (Je-266M)
- Gipfelhöhe mit 1000/2000 kg Zuladung: 37.080 m (22. Juni 1977) (Je-266M)
- Steigzeit auf 25.000 m: 2 min 34,2 s (17. Mai 1975) (Je-266M)
- Steigzeit auf 30.000 m: 3 min 10 s (17. Mai 1975) (Je-266M)
- Steigzeit auf 30.000 m und 1000 kg Zuladung: 3 min 10 s (17. Mai 1975) (Je-266M)
- Steigzeit auf 35.000 m: 4 min 11,7 s (17. Mai 1975) (Je-266M)
- Geschwindigkeit auf geschlossenem 100-km-Kurs: 2605,10 km/h (8. April 1973) (Je-266)
- Geschwindigkeit auf geschlossenem 500-km-Kurs: 2981,50 km/h (5. September 1967) (Je-266)
- Geschwindigkeit auf geschlossenem 1000-km-Kurs mit 2000 kg Zuladung: 2920,67 km/h (27. September 1967) (Je-266)

Die Gipfelhöhen wurden nicht im Horizontalflug, sondern im Parabelflug erreicht.
In der Ausgabe 2007 „Guinness World Records“ wird eine Mikojan MiG-25 (NATO-Codenamen Foxbat-B) als schnellstes Kampfflugzeug der Welt geführt. Guinness gibt dazu eine Radarmessung einer MiG-25 mit „etwa Mach 3,2 (3.957 km/h)“ an.

## Verbleib
Nach dem Zerfall der Sowjetunion wurden die MiG-25 von deren Nachfolgestaaten zunächst weiterbetrieben, jedoch aufgrund der enormen Betriebskosten bald ausgemustert. Die Ersatzteilproduktion wurde von MiG inzwischen weitestgehend eingestellt. Im November 2005 waren dennoch einige Maschinen noch einsatzbereit.
Eine MiG-25PU des LII konnte bis zur Ausmusterung am Flugplatz Schukowski mit Pilot gechartert werden. Zahlende Passagiere wurden auf eine Flughöhe von mindestens 27.000 Metern befördert.

### Algerien
Algerien erhielt 1979 von der UdSSR 20 MiG-25B, MiG-25BU sowie vier Aufklärungsflugzeuge MiG-25R. Von diesen Maschinen waren im Februar 2005 noch 14 MiG-25B/BU und drei MiG-25R einsatzbereit. Alle MiG-25 wurden eigentlich im Jahr 2022 ausgemustert, allerdings waren während der Parade zum 70. Jahrestag der algerischen Revolution am 1. November 2024 überraschend zwei MiG-25 zu sehen.

### Armenien
Armenien verfügte im August 2004 über mindestens 16 MiG-25B.

### Aserbaidschan
Aserbaidschan verfügt über acht MiG-25PD, 14 MiG-25RB und insgesamt sechs zweisitzige Trainingsmaschinen MiG-25RU / BU, die 1991/92 von der Sowjetstreitmacht übernommen wurden.

### Bulgarien
Bulgarien bezog drei MiG-25RBT und eine MiG-25RU, war mit ihnen allerdings aufgrund der örtlichen Gegebenheiten nicht zufrieden. Nach dem Auseinanderbrechen der UdSSR wurden sie bald gegen gebrauchte MiG-21bis (unter anderem) getauscht. Eine MiG-25RBT ging verloren.

### Indien
Die MiG-25 kamen ab 1981 zum Einsatz und flogen bis 2002. Indien entschied sich, die sechs MiG-25RB und zwei MiG-25RU der IAF auszumustern und deren Aufgaben nach der Ausmusterung mittels Aufklärungssatelliten und unbemannten Aufklärungsdrohnen auszuführen.

### Irak

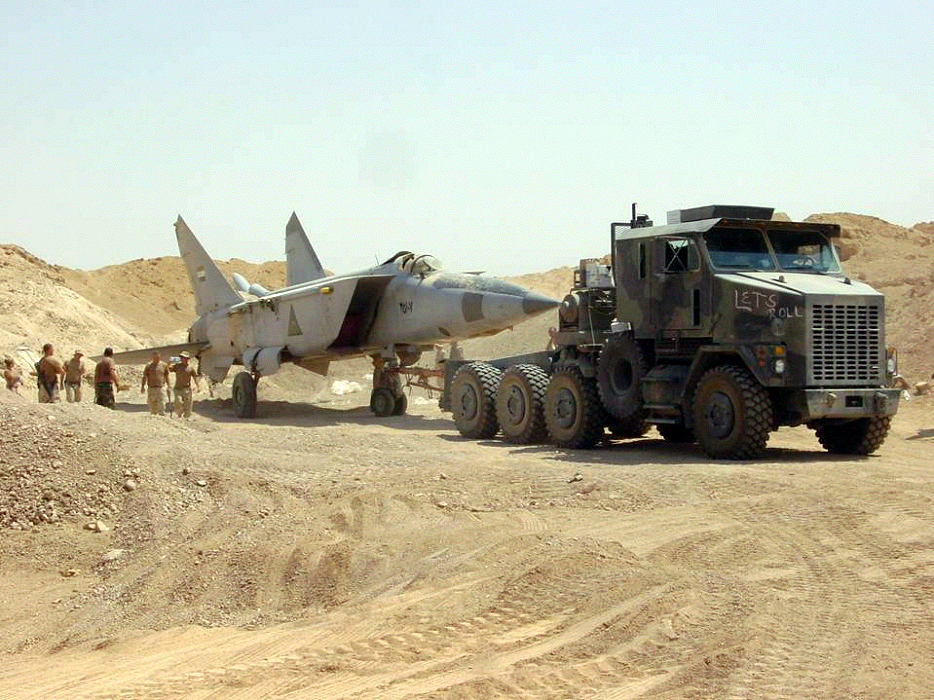
Nach dem Irakkrieg von der US-Armee beschlagnahmte irakische MiG-25

Dem Irak wurden ab 1980 langsam 20 MiG-25PD sowie acht MiG-25RB übergeben. Tausende sowjetische Berater kamen mit den Flugzeugen ins Land, wobei bis Ende des Jahres nur vier Flugzeuge übergeben worden waren und sich die übrigen immer noch unter der Kontrolle der Sowjets befanden. Fünf Maschinen wurden bis 1983 im Krieg mit dem Iran abgeschossen. Im Ersten Golfkrieg konnten durch die Mig-25 Abschüsse von F-5 und F-4 erzielt werden. 1985 stürzte eine Maschine nach einer Triebwerksexplosion ab. 1987 zerschellte eine MiG-25 beim Landeanflug aufgrund eines Wartungsfehlers. Alle MiG-25PD waren bei der 87. Staffel sowie der 96. Staffel auf dem Stützpunkt Tammuz (al-Taqaddum) stationiert und operierten gemeinsam mit der 6. Staffel, die MiG-29 flog. Die MiG-25RB waren der 97. Staffel auf dem Stützpunkt Al-Taqaddum zugeteilt. 1991 besaß der Irak 18 MiG-25PD, die auf der zuvor an Algerien, Libyen und Syrien gelieferten MiG-25P basierten. Im Irak wurde die MiG-25PD seit ihrem Einkauf eingehend studiert und sollte zusammen mit Syrien weiterentwickelt werden. Die Maschinen wurden zum wichtigsten Abfangjäger der irakischen Luftstreitkräfte und mit enormem Aufwand gepflegt und einsatzbereit gehalten. Bis 1991 wurden durchweg zehn Maschinen einsatzklar gehalten. Die Piloten der 96. Staffel waren die erfahrensten Piloten, die je die MiG-25PD im Kampfeinsatz flogen.
Nach dem Zweiten Golfkrieg entdeckte das US-Militär 2003 in der Nähe des Luftwaffenstützpunkts Al-Taqaddum eine MiG-25RB ohne Tragflächen, welche die irakischen Streitkräfte in der Wüste vergraben hatten. Sie wurde ausgegraben und befindet sich heute als einziges zumindest teilweises Flugzeug des Typs auf US-amerikanischem Boden, im Museum der Air Force in Dayton (Ohio).

### Libyen
Libyen kaufte 30 MiG-25PD, fünf MiG-25RU und fünf MiG-25RB. Noch 1999 wurden Gespräche mit Russland bezüglich einer Kampfwertsteigerung der verbliebenen Maschinen geführt. 2006 wurden die letzten fünf Maschinen ausgemustert und eingelagert. Die MiG-31E/FE war ein aussichtsreicher Kandidat für deren Nachfolge. Durch den Regimewechsel in Libyen wurden diese Pläne nicht weiterverfolgt.

### Peru
Peru kaufte 1996 drei MiG-25 von Belarus. Die Maschinen erwiesen sich als schlecht gewartet und praktisch nutzlos.

### Russland
Russland verfügte zum Ende der 1990er-Jahre über 41 MiG-25 im Moskauer und 28 im Sankt Petersburger Militärbezirk. Der größere Teil davon waren mit moderner Avionik ausgerüstete MiG-25RBSch. Etwa 70 Maschinen wurden bis 2005 aus dem Flugbetrieb ausgemustert. Bis 2009 waren einige MiG-25 in der Aufklärerversion in Schatalowo in Betrieb, darunter MiG-25RBF und MiG-25RU. Fotos vom Winter 2011/2012 aus Woronesch zeigten vormals in Schatalowo stationierte MiG-25RB im Flugdienst. Die verbliebenen 20 Maschinen waren bis 2012 auf zwei Basen stationiert (Nr. 7000 / Woronesch und Nr. 6964 / Montschegorsk), flugfähig waren jedoch zu diesem Zeitpunkt nur etwa sieben Stück. Diese sollten ab 2012 aufgerüstet werden, um bis 2020 Einsätze fliegen zu können. Ursprünglich geplant war der Einbau eines neuen GLONASS-Navigationssystems, von Digitalkameras für Bilder und Videos, Seitensichtradargeräten sowie eine neue SIGINT-Ausrüstung. Von Oktober 2012 bis September 2013 flogen die letzten MiG-25 der russischen Luftwaffe bei der 6964. Fliegerbasis Montschegorsk. Aufgrund einer anstehenden Generalüberholung der Flugbetriebsflächen verlegten die ebenfalls dort stationierten Su-24M und Su-24MR in das nahegelegene Olenogorsk, die MiG-25 hingegen verblieben auf dem nun zeitweilig geschlossenen Flugplatz. Im Dezember 2013 fiel schließlich die Entscheidung zur Außerdienststellung der MiG-25.

### Syrien
Syrien erhielt eine Lieferung von acht MiG-25RB-Aufklärern, 30 MiG-25PD-Jagdflugzeugen und fünf MiG-25PU-Trainern. Im Laufe der 1990er-Jahre kam es wiederholt zu Schwierigkeiten, die Maschinen kampfbereit zu halten. Im Jahr 2001 gab es Bemühungen seitens der syrischen Luftstreitkräfte, einige der Maschinen mit neuer Avionik auszurüsten, um mit diesen weiterhin Aufklärung gegen Israel durchführen zu können, ohne dessen Gebiet überfliegen zu müssen. Im April 2005 waren noch 25 Maschinen vorhanden.

### Belarus
Belarus übernahm von den sowjetischen Streitkräften 62 MiG-25. Die ursprünglich im Land verbliebenen moderneren Typen der MiG-25 wurden an Russland übergeben. Im November 2005 waren alle MiG-25 ausgemustert.

## Der 6. September 1976
Am 6. September 1976 desertierte der sowjetische Leutnant Wiktor Belenko mit seiner MiG-25P und landete sie in Hakodate (Japan). Er ermöglichte damit westlichen Stellen einen tiefen Einblick in die Technik des neuen sowjetischen Flugzeugs. Das Flugzeug wurde von der Abteilung für ausländische Technologie der US Air Force in Dayton auseinandergenommen und analysiert. Nach 67 Tagen wurde das Flugzeug der Sowjetunion in Einzelteilen übergeben. Die Analyse ergab damals für die westlichen Staaten einige erstaunliche Tatsachen:
- Das Flugzeug war neu und repräsentierte die neueste sowjetische Technologie.
- Der größte Teil der Avionik basierte auf Elektronenröhren, nicht Transistoren. Es wurde spekuliert, dass dies nicht auf schlechte Technik, sondern auf den Versuch der Sowjets hindeutete, die Systeme gegenüber dem elektromagnetischen Impuls (EMP) bei einer Nuklearexplosion weniger empfindlich zu machen. Elektronenröhren können einem EM-Puls bis zu 1000 Mal besser widerstehen als Halbleiterelektronik.
- Das Flugzeug war von Hand verschweißt.
- Die ganze Konstruktion war fertigungsoptimiert. An Stellen, die nicht für die Aerodynamik relevant waren, gab es hervorstehende Nietköpfe.
- Der Geschwindigkeitsmesser hatte seine rote Linie bei Mach 2,8 und die Piloten sollten Mach 2,35 nicht überschreiten. Die US-Amerikaner hatten 1973 über Israel eine MiG-25 beobachtet, die Mach 3,2 flog und dabei ihre Triebwerke beschädigte.
- Die Reichweite bei Mach 2,35 betrug nur 1.250 Kilometer, im Unterschallflug waren dagegen 1.730 Kilometer möglich.
- Das maximale Lastvielfache mit Außentanks betrug lediglich 2,2g (22 m/s²), ohne Tanks waren 4,5g zulässig.

Insgesamt waren die westlichen Experten vom äußerst zweckmäßigen Aufbau und den konventionellen Materialien überrascht. Der Öffentlichkeit wurden jedoch nicht alle Ergebnisse zur Verfügung gestellt.
Zugleich wurde klar, dass die MiG-25 nur für einen sehr begrenzten Einsatzbereich geeignet war, nämlich zum Abfangen von Flugzeugen in großer Höhe, und zahlreiche Schwächen aufwies, darunter geringe Stabilität bei Belastung im Kurvenflug und starken Verschleiß der Triebwerke bei Spitzengeschwindigkeit.

## Auswirkungen auf US-Rüstungsprogramme
Nach den ersten Aufklärungserkenntnissen über die Existenz der MiG-25 im Jahr 1967 überschätzte das US-Militär die Leistungsfähigkeit des Flugzeugs. Dies führte dazu, dass an das kurz zuvor gestartete FX-Programm zur Entwicklung eines Luftüberlegenheitsjägers höhere Anforderungen gestellt wurden. Aus diesem Programm ging die McDonnell Douglas F-15 hervor.
Ebenfalls auf Grundlage dieser Überschätzung wurde 1972 die Entwicklung der Luft-Luft-Rakete AIM-97 Seekbat als Waffe speziell gegen die MiG-25 eingeleitet. Aufgrund der 1976 angestellten Untersuchungen des in Japan verfügbaren Exemplars sah die US-Führung aber keine Notwendigkeit mehr für die Rakete und stellte das Programm ein.

## Einsätze
Sowjetische MiG-25 mit Piloten und technischem Personal der Luftstreitkräfte wurden ab 1971 am Flugplatz Kairo-West stationiert, um israelisches Gebiet aus der Luft aufzuklären. Zunächst wurden zwei MiG-25R von März 1971 bis Juli 1972 eingesetzt, wobei die Besatzungen im April 1972 ausgetauscht wurden. Von Oktober 1973 bis Mai 1975 flogen vier MiG-25RB Aufklärungseinsätze von Kairo aus. Die Maschinen wiesen keine Hoheitsabzeichen auf. Dabei erfolgten Aufklärungsflüge bis nach Tel Aviv und Dimona. Versuche der IAF, die in Rottenformation mit Mach 2,35 in 20 Kilometern Höhe einfliegenden MiG-25 mit McDonnell F-4E Phantom abzufangen, schlugen fehl.
Zwei von Syrien eingesetzte Maschinen wurden im Februar und Juli 1981 von einer israelischen McDonnell Douglas F-15 abgeschossen. Während der israelischen Invasion im Libanon im Juni 1982 waren leichtere und höher fliegende MiG-25R zunächst für die israelische Luftwaffe unangreifbar. Im Rahmen eines gezielten Angriffs gelang einer speziell ausgerüsteten israelischen F-15 schließlich doch ein Abschuss. Eine MiG-25 wurde von Hawk-Lenkwaffen beschädigt und von F-15 mit Sparrow abgeschossen.
Im Ersten Golfkrieg setzte der Irak die MiG-25RB primär für Angriffe auf iranische Städte ein. Am 14. März 1985 startete Major Ummar erstmals mit einer MiG-25RB zu einem Bombenangriff gegen den Iran. Dabei warf die MiG-25RB bei einer Geschwindigkeit von Mach 2,35 vier FAB-500T-Sprengbomben aus einer Höhe von 21.000 m auf Teheran ab. Danach erfolgten weitere solche Bombenangriffe auf Tabriz, Ghom, Qazvin, Karadsch, Rascht und Hamadan. Dabei waren die MiG-25RB mit jeweils vier bis acht 500-kg-Sprengbomben vom Typ FAB-500T beladen. Daneben wurden die MiG-25RB auch für Bombenangriffe auf iranische Ölfelder eingesetzt. Mindestens eine Maschine ging durch Boden-Luft-Raketen vom Typ Hawk verloren. Weitere Angaben aus dem Kriegsverlauf sind höchst unsicher. Der Irak behauptete, mit MiG-25 rund 15 iranische Flugzeuge abgeschossen und selbst drei Flugzeuge des Typs verloren zu haben. Auf iranischer Seite war die Rede von neun vernichteten MiG-25R und einer MiG-25P.
Am 16. Januar 1991, der ersten Kriegsnacht im Zweiten Golfkrieg, schoss Oberleutnant Zuhair Dawood mit seiner MiG-25PD eine F/A-18C unter Lieutenant Commander Michael „Scott“ Speicher ab. Dies ist der einzige bestätigte Abschuss einer F/A-18 durch eine MiG-25. MiG-25 griffen weitere Male in die Kampfhandlungen ein, ohne jedoch einen Abschuss zu erzielen oder selbst getroffen zu werden. Sie erwiesen sich auch modernen Mustern gegenüber als ebenbürtig, solange nur Flugkörperbewaffnung auf große Distanz eingesetzt wurde. Im Dezember 1992 schoss ein US-amerikanisches Kampfflugzeug eine irakische MiG-25 in der Flugverbotszone im Irak ab.
Im Mai 1997 flog eine indische MiG-25 einen Aufklärungseinsatz über pakistanischem Gebiet. Die Maschine flog mit Unterschallgeschwindigkeit in fast 20.000 m Höhe und blieb unbemerkt. Auf dem Rückflug beschleunigte der Pilot auf Mach 2, was wegen des Überschallknalls zu einer Alarmierung pakistanischer General Dynamics F-16 führte, welche die MiG aber nicht mehr erreichten.
Am 23. Dezember 2002 gelang einer irakischen MiG-25PD der Abschuss einer US-amerikanischen RQ-1B-Drohne, obwohl die Drohne nur 150 km/h schnell flog und ein sehr kleines Radarziel bot.
Russland setzte MiG-25 auch in beiden Tschetschenienkriegen ein. 1994 flogen MiG-25RB Einsätze über Tschetschenien und Georgien. 1995 wurden nochmals MiG-25 eingesetzt, nachdem Su-24 auf Aufklärungsmissionen mehrfach vom Boden aus unter Beschuss geraten waren. Im zweiten Tschetschenienkrieg flogen drei MiG-25RB von September 1999 bis Februar 2000 Aufklärungseinsätze über Tschetschenien.
Die MiG-25R wurde in der Sowjetunion auch eingesetzt, um schnell Lagebilder für den Katastrophenschutz (beispielsweise bei Schneestürmen oder Überschwemmungen) zu erstellen.
Als Reaktion auf die ab April 1982 mit der SR-71 durchgeführten US-amerikanischen Aufklärungsflüge entlang der Grenzen der Warschauer Vertragsstaaten wurde ab Juli gleichen Jahres eine Staffel des in der DDR auf dem Flugplatz Eberswalde-Finow stationierten 787. Jagdfliegerregiments der 16. Luftarmee mit MiG-25PD ausgerüstet. Fortan wurden zwei bewaffnete MiG-25 in ständiger Alarmbereitschaft gehalten, die bei Bedarf die auf dem britischen Stützpunkt Mildenhall beheimateten US-Aufklärer bei ihren in der Regel zweimal wöchentlich stattfindenden Flügen über die Ostsee begleiteten. Davor waren seit November 1974 MiG-25 verschiedener Versionen beim 931. selbstständigen Gardeaufklärungsfliegerregiment in Werneuchen stationiert.